# Primeiro Consistório Ordinário Público de 1833

## Cardeais Eleitores
| Nº                  | País               | Nome                                     | Idade              | Cargo                                                                  | Título ou Diaconia                          |
| Cardeais eleitores  | Cardeais eleitores | Cardeais eleitores                       | Cardeais eleitores | Cardeais eleitores                                                     | Cardeais eleitores                          |
| ------------------- | ------------------ | ---------------------------------------- | ------------------ | ---------------------------------------------------------------------- | ------------------------------------------- |
| 1                   | Itália             | Lorenzo Girolamo Mattei                  | 84                 | secretário da SC Propaganda Fide                                       |                                             |
| 2                   | Itália             | Castruccio Castracane degli Antelminelli | 53                 | Patriarca Latino de Antioquia secretário de SC da Visitação Apostólica | Cardeal-presbítero de São Pedro Acorrentado |
| Revelado In Pectore |                    |                                          |                    |                                                                        |                                             |
| 3                   | Itália             | Francesco Serra Casano                   | 50                 | Archbishop of Capua                                                    | Cardeal-presbítero de Santos Doze Apóstolos |